# Serghei Sobolev
Serghei Lvovici Sobolev (în rusă Серге́й Льво́вич Со́болев, n. 23 septembrie/6 octombrie 1908, Sankt Petersburg, Imperiul Rus – d. 3 ianuarie 1989, Moscova, RSFS Rusă, URSS) a fost un eminent matematician sovietic. Sobolev  a primit Premiul Stalin în anii 1941, 1951, 1953.